# Isacco di Ninive
Isacco di Ninive o Isacco il Siro (... – Ninive, 700 circa) è stato un mistico, teologo e vescovo cristiano orientale siro.
Fu vescovo della Chiesa d'Oriente a Ninive, dal 676 al 680. È venerato come santo sia nell'Oriente cristiano sia dalla Chiesa cattolica. La sua ricorrenza si celebra il 28 gennaio.

## Biografia
Isacco nacque nella regione del Beth Qatraye (da cui deriva il nome del moderno Qatar), sulle rive del Golfo persico, agli inizi del VII secolo. Dalle scarne notizie biografiche di cui disponiamo, tramandate essenzialmente da due fonti (il Liber castitatis, storia monastica scritta da Ishodenah di Bassora tra l'860 e l'870, e una breve testimonianza di data e di origini incerte, edita da I. Rahmani nel 1904), sappiamo che si diede alla vita monastica fin da giovane, assieme al fratello. Fu consacrato vescovo dal catholicos di Seleucia-Ctesifonte, mar Giorgio. Ma appena cinque mesi dopo, non si sa con certezza per quali motivi, si dimise dall'episcopato e lasciò la città di Ninive.
Si ritirò come eremita, dapprima sul monte Matut, poi nel monastero di Raban Shabur, nella regione del Bet Huzaye (in Persia).
Secondo una leggenda siro-orientale, Isacco avrebbe lasciato il ministero episcopale dopo essere stato chiamato a far da giudice in una disputa tra due fedeli per un banale prestito. Al primo dei litiganti (il creditore che reclamava l'immediata restituzione di quanto prestato), Isacco chiese, in nome dell'evangelo, di concedere almeno un giorno di tempo alla persona che aveva contratto il debito. Ma il rifiuto dell'uomo, con l'invito a lasciar da parte gli insegnamenti dell'evangelo, lo turbò profondamente. E lo indusse alle dimissioni: «se qui l'evangelo non ha valore, che cosa ci sono venuto a fare?».
Al di là del carattere leggendario di questa storia, Isacco capì probabilmente di non essere adatto al ministero episcopale e alle numerose incombenze della sua carica. Tornato semplice monaco, trascorse tutta la vita nella preghiera e nello studio delle Scritture. Morì in tarda età, ormai cieco.

## Pensiero
Isacco è il cantore dell'amore infinito di Dio: un amore che si estende a tutte le creature, anche le più spregevoli, come i serpenti, ed è presente perfino nella geenna. «Sarebbe fuori luogo pensare che i peccatori nella geenna siano privati dell'amore di Dio», scrive Isacco. «Ma la forza dell'amore ha un duplice effetto: tormenta i peccatori... e richiama a sé quelli che pagano il loro debito».
A immagine di questo amore senza limiti, un cuore misericordioso, secondo il Ninivita, «è un cuore che arde per tutta la creazione, per gli uomini, gli uccelli, gli animali, i demoni e ogni creatura».
Influenzata da Evagrio, da Teodoro di Mopsuestia e dai Padri del deserto, l'opera di Isacco non ha carattere sistematico, anche se è possibile trovarvi almeno tre fili conduttori: l'insistenza sulla misericordia di Dio; una riflessione sulle passioni e sui modi per tenerle a freno; la purificazione della mente e del cuore per giungere alla contemplazione dei divini misteri.
Da Giovanni di Apamea, un autore siriaco del V secolo, Isacco mutua lo schema in tre parti che caratterizza la vita spirituale, tre parti da intendersi come un continuum, elementi di «un processo graduale di liberazione dalle passioni cattive». Nella prima tappa, quella corporea, bisogna lottare contro tutto ciò che ci rende schiavi del corpo e dei suoi desideri violenti; nella seconda, la tappa psichica, l'anima prende coscienza del peccato e lotta contro i pensieri cattivi, mettendo in pratica le virtù spirituali; nella terza, quella spirituale, l'anima, sbarazzatasi da tutto ciò che la ingombra, si eleva alla contemplazione delle realtà più alte. La preghiera delle labbra cede così il passo a uno stupore estatico: la mente si trova al di là della preghiera, sperimentando un'ignoranza «che è superiore alla conoscenza». È la preghiera pura dei mistici, una preghiera dettata dallo Spirito e che non ha bisogno di forme o di immagini mentali.
Di Isacco, infine, si deve sottolineare l'insegnamento sull'incarnazione. «Una sola», secondo il Ninivita, «è la causa dell'esistenza del mondo e della venuta di Cristo nel mondo: l'annuncio del grande amore di Dio, che ha mosso l'una e l'altra all'esistenza». Per Isacco, come ha scritto Kallistos Ware, «il motivo principale dell'avvento del Salvatore fra noi non fu negativo ma positivo, non il peccato dell'uomo ma l'amore di Dio».

## Opere
Isacco di Ninive fu autore di un numero considerevole di lettere e di discorsi. Nel IX secolo una parte della sua produzione, ottantasei discorsi e quattro lettere, fu tradotta dal siriaco al greco da due monaci del monastero palestinese di San Saba, abbà Patrikios e abbà Abramios. La sua fama di grande mistico e di profondo conoscitore dell'animo umano si diffuse in tutto l'Oriente.
A questa Prima collezione (comprendente i testi della versione greca) si sono aggiunti, nel 1983, i quarantuno discorsi della Seconda collezione, scoperti da Sebastian Brock in un manoscritto della Biblioteca Bodleiana di Oxford. E, in anni più recenti, i testi di una Terza collezione, ritrovati presso un antiquario dall'arcivescovo di Teheran dei Caldei, monsignor Yuhannan Samaan Issayi. Se altri scritti restano verosimilmente da scoprire, il corpus isacchiano consente ormai di delineare con sufficiente precisione la dottrina e l'insegnamento di un maestro spirituale tra i più amati non soltanto negli ambienti monastici dell'Oriente cristiano.
Edizioni moderne
- Isacco di Ninive, Discorsi ascetici. Prima collezione (a cura di Sabino Chialà), Bose, Qiqajon, 2021. (Traduzione integrale della Prima collezione).
- Isacco di Ninive, Discorsi ascetici, trad. italiana di Maria Benedetta Artioli, trad. greca a fronte, Bologna, EDS - Edizioni Studio Domenicano, 2018, ISBN 978-8870949667
- Isacco di Ninive, Discorsi ascetici. Terza collezione (a cura di Sabino Chialà), Bose, Qiqajon, 2004. (traduzione integrale dei testi assenti nelle prime due collezioni. Dunque, dei 17 discorsi totali della Terza collezione, questa traduzione presenta i testi 1-13 e 16, poiché i discorsi 14 e 15 corrispondono rispettivamente ai discorsi 22 e 40 della Prima collezione, mentre il discorso 17 corrisponde al 25 della Seconda collezione).
- Isacco di Ninive, La conoscenza di Dio, a cura di M. Vannini e P. Bettiolo, Mondadori, Milano 1998.
- Isacco di Ninive, Un'umile speranza (antologia a cura di Sabino Chialà), Bose, Qiqajon, 1999.
- Isacco di Ninive, Discorsi spirituali (a cura di Paolo Bettiolo), Bose, Qiqajon, 1985. (traduzione del terzo e più lungo discorso - a sua volta suddiviso in 4 distinte "centurie" - appartenente alla Seconda collezione; a partire dalla seconda edizione del 1990, il testo include anche altri opuscoli, come la Contemplazione sull'argomento della gehenna, corrispondente al discorso XXXIX della Seconda collezione).
- Isacco di Ninive, L'ebbrezza della fede. Discorsi ascetici / 1 (traduzione, introduzione e note a cura di M. Gallo e P. Bettiolo), Roma, Città Nuova, 1984. (traduzione parziale della Prima collezione, comprendente i discorsi I-XXXVIII).
- (FR)  Isaac le Syrien, Œuvres spirituelles (trad. de Jacques Touraille), Paris, Desclée de Brouwer, 1981.
- (EN)  Isaac of Niniveh, The Second Part, Chapters IV-XLI (a cura di Sebastian Brock), Lovanio, Corpus Scriptorum Christianorum Orientalium 554-555, 1995.

## Eredità culturale
Anche se i suoi scritti non furono inseriti nella Filocalia, dove però sono ampiamente citati da molti altri autori, Isacco ha esercitato una grande influenza in tutto l'Oriente cristiano, ben al di là degli ambienti monastici. A lui si ispirarono teologi e maestri spirituali come Pietro di Damasco, Gregorio Palamas, Gregorio Sinaita, i fratelli Callisto e Ignazio Xantopuloi. E, in anni a noi più vicini, Silvano del Monte Athos. Anche Fëdor Dostoevskij fu profondamente colpito dal suo insegnamento, facendosene eco ne I fratelli Karamazov. Il cantautore Franco Battiato lo cita in Mesopotamia, canzone del 1989.
Già venerato dalle Chiese orientali, dal 2024 è inserito anche nel Martirologio Romano della Chiesa cattolica.